# 方俐洛
方俐洛（1940年6月—），中国心理学家，中国科学院心理研究所研究员，研究领域为人力资源管理和工效学。她是中国国民党革命委员会党员，曾任民革中央常委，全国政协委员。